# Martin Bidař
Martin Bidař (* 24. února 1999 České Budějovice) je český krasobruslař soutěžící v kategorii sportovních dvojic. Na Zimních olympijských hrách mládeže 2016 v Lillehammeru získal s Annou Duškovou stříbrnou medaili a na Mistrovství světa juniorů 2016 v maďarském Debrecínu dvojice vybojovala zlato osobním rekordem 181,82 bodu.
Na únorových Zimních olympijských hrách 2018 v Pchjongčchangu se stal členem české výpravy. S Duškovou obsadili v soutěži dvojic 14. místo a na březnovém Mistrovství světa 2018 v Miláně pak vybojovali jedenáctou příčku. Na konci dubna 2018 společně oznámili ukončení spolupráce, když Bidař hodlal v novém olympijském cyklu trénovat více v zahraničí, zatímco Dušková s ohledem na studium plánovala zůstat v Praze. Martin momentálně trénuje a závodí s Elizavetou Zhuk.
Krasobruslení se věnuje od čtyř let. Jeho starší bratr Petr Bidař je bývalý krasobruslař a matkou trenérka krasobruslení Iveta Bidařová.